# Печище (Мінська область)
Печище (біл. вёска Печышча) — село в складі Червенського району Мінської області, Білорусь. Село підпорядковане Лядівській сільській раді, розташоване в центральній частині області.